# 31234 Bea
31234 Bea este o planetă minoră (asteroid) din centura de asteroizi. A fost descoperită pe 7 februarie 1998 la Astronomické observatórium Modra⁠(d) de Adrián Galád⁠(d). 
Obiectul prezintă o orbită caracterizată de o semiaxă mare de 3,0628382 UAi, o excentricitate de 0,17, o înclinație de 2,21159 ° în raport cu ecliptica.